# Wieża widokowa w Pogrzebieniu
Wieża widokowa w Pogrzebieniu – turystyczna wieża widokowa zlokalizowana na wzgórzu w południowej części wsi Pogrzebień (powiat raciborski, województwo śląskie), na wysokości 291 m n.p.m.

## Historia i architektura
Metalową, ostrosłupową wieżę otwarto w 2019. Obiekt ma 19,72 metra wysokości i dysponuje trzema platformami widokowymi - na wysokości: 3,21 metra, 6,42 metra i 9,21 metra. Posiada instalację oświetleniową i monitoring. Inwestycja kosztowała 294.000 złotych (120.000 zł przyznano ze środków Europejskiego Funduszu Rozwoju Regionalnego oraz z budżetu państwa).

## Widokowość
Z tarasów wieży widoczne są m.in.: Tworków, Bieńkowice, Beskidy (m.in. Szyndzielnia, Równica), Sudety, Jesioniki (m.in. Pradziad), zbiornik Racibórz Dolny, Sudół, Studzienna oraz zespół przyrodniczo-krajobrazowy „Bociek” i hałda Szarlota w Rydułtowach. 
Wieża jest jednym z tego typu obiektów na Szlaku Silesianka w Krainie Górnej Odry. 

## Galeria

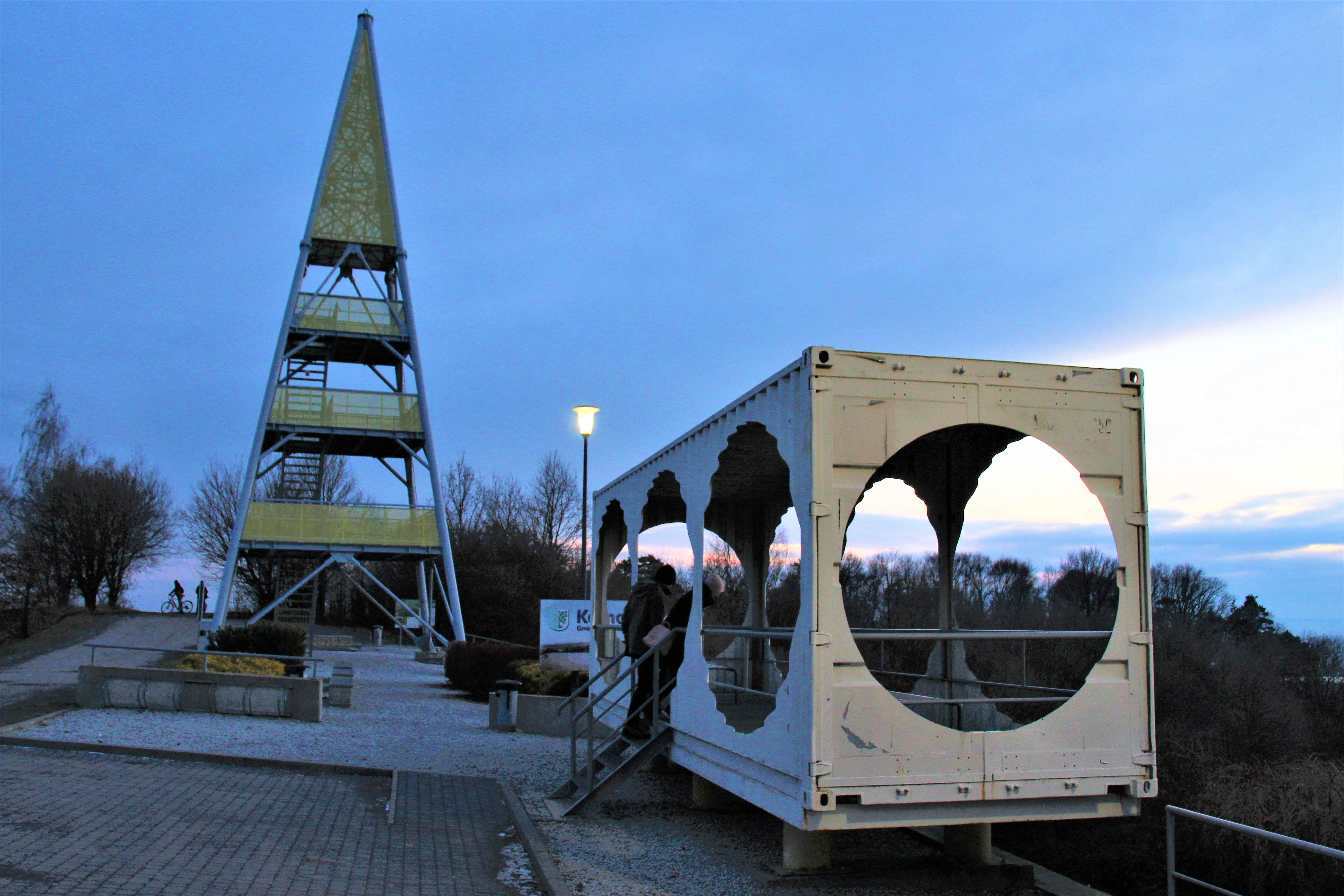
Wieża i punkt widokowy
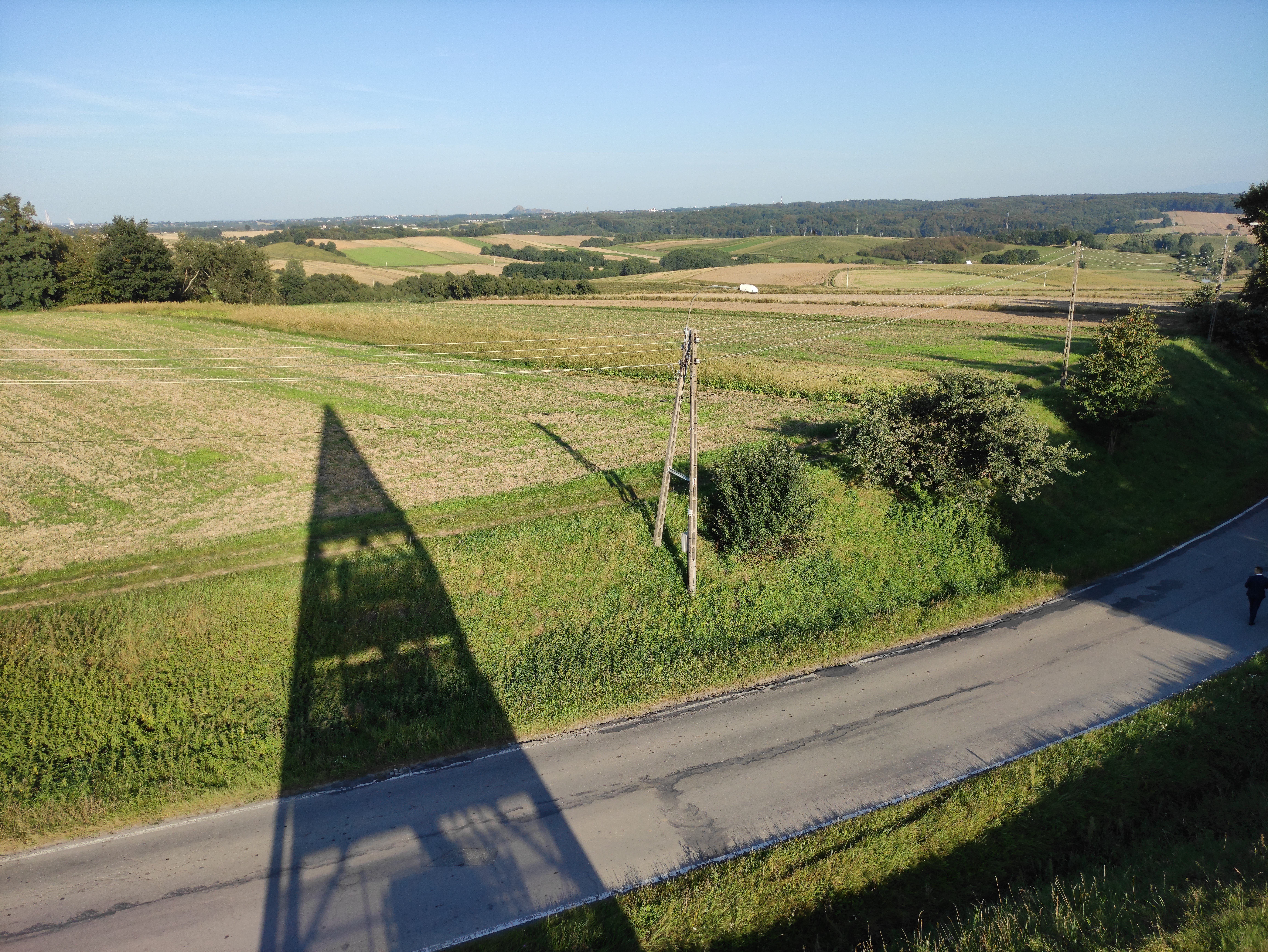
Widok na hałdę Szarlota i zespół przyrodniczo-krajobrazowy „Bociek”
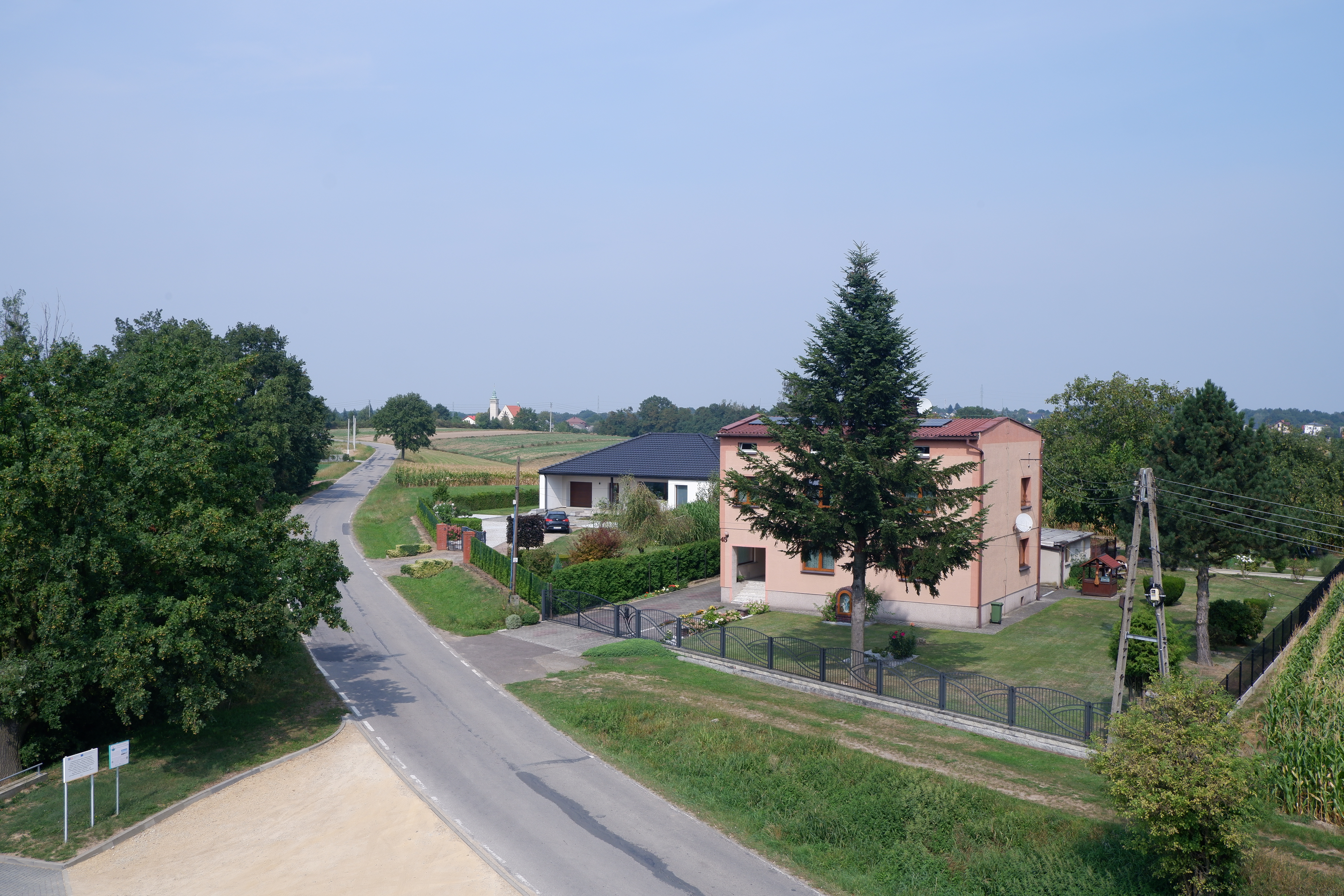
Widok w kierunku centrum wsi, na pierwszym planie ulica Lubomska
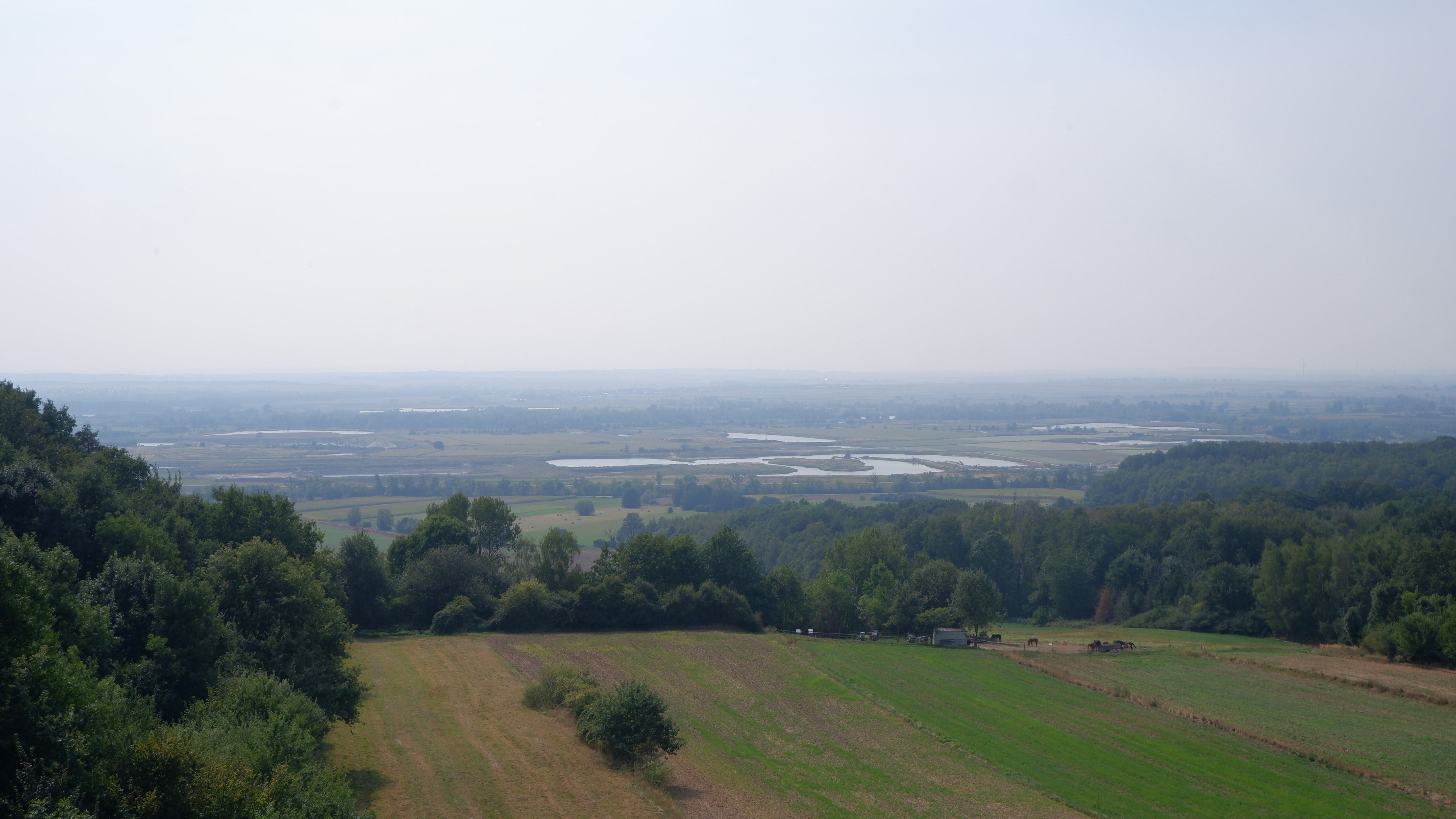
Widok na polder Racibórz Dolny